# Kościół Przenajświętszego Sakramentu w Warszawie
Kościół Przenajświętszego Sakramentu – świątynia Kościoła Starokatolickiego Mariawitów w Warszawie, znajdująca się przy ulicy Szarej 8 na Powiślu. Uszkodzony podczas II wojny światowej, następnie rozebrany.

## Historia
Na początku XX wieku w okresie najburzliwszego rozwoju mariawityzmu, wierni z kaplicy domowej tegoż wyznania znajdującej się przy Czerniakowskiej 96 wraz ze swoim kapłanem Szczepanem Marią Żebrowskim postanowili o budowie nowej parafialnej świątyni. Prace rozpoczęły się w 1908. Rosyjskie władze miasta nie chciały się zgodzić na postawienie neogotyckiej wieży, proponując zamiast tego bizantyjską kopułę. Decyzję w tej sprawie podejmowano aż w Petersburgu. Ostatecznie jednak mariawici wybudowali kościół w stylu neogotyckim z wieżą, jednonawowy, sześcioprzęsłowy z nawą poprzeczną, wyodrębnionym prezbiterium i pomieszczeniami mieszkalnymi dla księży. Za kościołem znajdował się owocowo-warzywny ogród sióstr mariawitek.
Przez całą wojnę kościół pełnił funkcje sakralne, pomimo uszkodzonych w 1939 i 1944 murów zewnętrznych. Po wojnie nabożeństwa odbywały się jeszcze w kruchcie kościoła, jednak ze względów finansowych podjęto decyzję o likwidacji parafii. Resztki budowli rozebrano, a działkę przejęło państwo. Obecnie na terenie dawnego kościoła, znajduje się ogródek przedszkolny.
Art. 33.1 ustawy o stosunku Państwa do Kościoła Starokatolickiego Mariawitów w RP, zawiera odniesienie prawne do pokościelnego terenu: „Przyznaje się Kościołowi prawo nieodpłatnego użytkowania wieczystego działki gruntu położonego w Warszawie przy ul. Szarej 8, oznaczonej hip. nr N-6062.”
W 2020, podczas budowy apartamentowca na działce przy ul. Rozbrat, za pawilonem dawnej restauracji Syreni Śpiew natrafiono na relikty świątyni. Zachowane w gruncie mury były w bardzo dobrym stanie i pozwoliły doczytać plan budynku; znaleziono także czarno-białe fragmenty kamiennej posadzki.